# Науменко Михайло Васильович
Михайло Васильович Науменко (рос. Науменко Михаил Васильевич; нар. 18 квітня 1955, Ленінград, СРСР — пом. 27 серпня 1991), більш відомий під сценічним ім'ям Майк — радянський рок-музикант, засновник і лідер групи «Зоопарк». Автор пісень «Сладкая N», «Пригородный блюз», «Дрянь» тощо.

## Біографія

### Ранні роки
Народився Михайло Науменко 18 квітня 1955 року в родині ленінградських інтелігентів. Його батько (Василь Григорович, 1918—2007) був викладачем Леніградського архітектурно-будівельного інституту (ЛАБІ), а мати (Галина Флорентіївна Науменко-Брайтігам, 1922—2010) — працівником бібліотеки. В дитинстві не займався музикою. Захоплення музикою почалося, коли Майк вперше почув музику The Beatles. Потім сильний вплив на його творчість справили Чак Беррі, Боб Ділан, Марк Болан, Лу Рід та інші.
Писати пісні Михайло Науменко почав ще в школі, після того як бабуся подарувала йому гітару. Перші пісні Майк складав англійською. Науменко навчався в спецшколі і непогано володів мовою. Там же він отримав прізвисько «Майк». Колишня дружина Майка, Наталя, стверджує, що так його вперше назвала шкільна вчителька англійської мови. Перші тексти російською були написані в 1972 році під впливом Бориса Гребенщикова. Крім музики захоплювався виготовленням моделей літаків, читанням радянських детективів, перекладами з англійської мови.
Після школи за наполяганням батька Михайло Науменко вступив до Леніградського архітектурно-будівельного інституту, але після четвертого курсу покинув навчання. Працював звукорежисером у Великому театрі ляльок, а потім — сторожем. Весь цей час залишався музикантом.

### Початок музичної кар'єри
Тривалий час Майк грав у багатьох маловідомих ленінградських групах бас-гітаристом. На початку 1977 року недовго грав групі «Союз любителів музики рок» Володимира Козлова. У період 1977—1979 років грав на електронній гітарі в гурті «Аквариум». У середині 1978 року Майк разом з лідером «Аквариума» Борисом Гребенщиковим записують акустичний альбом «Все братья — сёстры». Запис виконано на магнітофон «Маяк-202». Місцем проведення запису музиканти вибрали берег Неви, а з інструментів були лише акустична гітара та губна гармошка. Якість запису дуже сильно відрізнялася від студійної, але багато записаних тоді пісень, згодом, стали хітами. Кілька разів об'єднувався з музикантами «Акваріума» під жартівливій вивіскою «Вокально-інструментальна угруповання імені Чака Беррі» з репертуаром з класичних рок-н-ролів. Влітку 1979 року здійснює турне селами Вологодської області в складі групи «Капітальний Ремонт». Репетирував з «Капітальним ремонтом» до кінця осені 1979 року, після чого остаточно вибрав сольну кар'єру і почав виступати, виконуючи свої пісні під гітару.
У липні-серпні 1980 року Михайло Науменко за підтримки Гребенщикова і гітариста В'ячеслава Зоріна в студії Великого театру ляльок записує альбом «Сладкая N и другие». Із 32-х записаних пісень до альбому увійшли лише 15. Альбом швидко розійшовся по Москві. Влітку того ж року відбулося декілька концертів. Його ім'я почало набувати певної популярністі. Науменко стали називати «ленінградським Бобом Діланом». Крім того, він побував на фестивалі рок-акустики в олімпійській Москві.

### «Зоопарк»
Восени 1980 року Майк Науменко вирішив зібрати свою власну групу і через Михайла Файнштейн-Васильєва вийшов на музикантів студентської групи «Прощай, чорний понеділок», яка представляла собою пауер-тріо у складі гітариста Олександра Храбунова, басиста Миколи Алексєєва та барабанщика Андрія Данилова. Хоча ця група грала не особливо близьку до ідеалів Майка музику, тяготівшу до хард-року та хеві-металу, порозуміння було досягнуто. Так з'явилася група, названа «Зоопарк». Алексєєв, який  вирішив працювати за фахом, замінили на Іллю Куликова з групи «Маки».
Група почала репетирувати в листопаді 1980 року, а в наступному лютому дебютувала на приміському танцмайданчику. Навесні 1981 року вона була прийнята до Ленінградського рок-клубу, на сцені якого у травні відбувся їхній перший концерт з програмою цілком із пісень Майка. Він викликав бурхливу, хоча й неоднозначну реакцію публіки.
Влітку 1981 року Майк соло виступив на фестивалі авторської пісні в Ризі. Не маючи можливості втілити свої пісні в студійних електричних версіях, у червні 1982 року Майк записав на студії Театрального Інституту другий соло-альбом «LV».
У березні 1982 року Майк зіграв гітарне соло в пісні Цоя «Бітник» на дебютному концерті групи «Кино», з учасниками якої його протягом багатьох років пов'язували дружні і творчі стосунки.
До 1987 року команда була аматорським колективом, після чого пройшли тарифікацію у «Ленконцерті». Разом з групою Майк давав концерти по всьому СРСР. Як написав Андрій Бурлака, група «Зоопарк» на якомусь етапі стала самою концертуючою групою Рок-клубу, а можливо, й країни.
Потім група скорочує кількість виступів. Давалася взнаки втома від нескінченних гастролей. До цього додалися проблеми зі здоров'ям у Майка, які посилилися побутовими негараздами і зловживанням алкоголем. Його залишила дружина (офіційно розлучення було оформлене 15 серпня 1991 року, незадовго до смерті Майка). Різко погіршилася моторика лівої руки, що призвело до утруднень в грі на гітарі. Барабанщик Валерій Кирилов відзначав у своїх спогадах: «Незважаючи на успіх у публіки, Майк перестав отримувати задоволення від творчості. Він постійно метався: складав — рвав, писав — рвав. Його одухотворена, що тонко відчуває час натура явно підказувала йому: очікуються зміни в розумінні духовних цінностей (Майк би мене вбив за цю фразу). Він бачив масове баригування в масштабах країни і не приймав його. Щирий патріот, Майк ніяк не міг зрозуміти, як можна пристосуватися до змін, які ведуть до явного розвалу імперії <…> З безжальної чіткістю я зрозумів тоді: Майк не бере час, а час не приймає його».
У січні 1990 року Михайло Науменко досить невдало виступив соло на фестивалі «Рок-акустика» в Череповці.
14 березня 1991 року він в останній раз з'явився на сцені, виконавши під час фестивалю в «Ювілейному», присвяченого десятиріччю Ленінградського Рок-клубу, свій «Пригородный блюз» у супроводі музикантів Акваріума.

### Смерть і похорон
Михайло Науменко помер 27 серпня 1991 року у себе в квартирі від крововиливу в мозок в результаті нещасного випадку. Барабанщик групи «Зоопарк» Валерій Кирилов висловив іншу точку зору. За його словами, Майк Науменко дійсно помер від крововиливу в мозок, але він стався не з природних причин, а через перелом основи черепа в результаті жорстокого удару, нанесеного Майку при пограбуванні у дворі. Також зникли особисті речі музиканта. Існують також свідчення одного підлітка, який нібито бачив, як Майка у дворі хтось піднімав із землі. Після нападу Майк не помер на місці, а зумів піднятися до себе додому, але там остаточно ослаб і пролежав у нестямі довгий час, ніким не поміченим у комуналці. Коли його нарешті знайшли близькі і викликали швидку допомогу, було вже занадто пізно. Однак багато людей, знайомих з обставинами загибелі Майка, не підтверджують цю гіпотезу.
Михайло Науменко похований на Волковському кладовищі в Санкт-Петербурзі.

### Родина
- Дружина Наталія Науменко (розлучилися 15 серпня 1991 року, незадовго до смерті Майка)[20]
  - Син Євген: одружений, виховує двох дочок, працює на телебаченні. Дотримується тієї ж версії смерті батька, що і Валерій Кирилов[21].

## Творчість
Майк почав захоплюватися музикою ще в шкільні роки. Першими музичними гуртами, творчість яких привернула його увагу, були «The Rolling Stones», «The Beatles», «Jefferson Airplane», крім того, він збирав західні статті про «T. Rex», «The Doors», Девіда Боуї.
Про його «дозоопарківську» творчість відомо небагато: ще в школі складав пісні англійською, але так і не зумів їх реалізувати. Перший в СРСР поєднав у своїй творчості кореневу англо-американську рок-традицію з текстами в жанрі «побутового» реалізму.
Формування музичної особистості Майка сприяло особисте зближення з ленінградською художницею Тетяною Апраксіною, що відбивається в ряді пісень, в тому числі «Сладкая N», «Если будет дождь», «Блюз твоей реки», «Утро вдвоём» та деяких інших творах ліричної тематики. В антології «Сто магнітоальбомів радянського року» Олександр Кушнір зазначає: «В одному зі своїх пізніх інтерв'ю Майк видав дуже сокровенне і, мабуть, найголовніше: „Всі мої пісні присвячені їй…“».
Наступним етапом творчого шляху музиканта стала організація гурту «Зоопарк», в якому він був незмінним солістом і керівником до кінця своїх днів.
Оскільки Макс Науменко не володів видатними вокальними даними, свої пісні він виконував речитативом. Популярність Майк завоював завдяки іронічним і сатиричним пісенним текстам. Більшість пісень Майка співаються від першої особи. Але, за словами автора, це зовсім не означало, що він саме такий, як персонаж, від імені якого співається пісня. Тексти Майка часто є перекладами або переробками західних пісень Боба Ділана, Лу Ріда або «T. Rex» (іноді Майк зберігав і вихідну мелодію — наприклад, можна порівняти «Золотые львы» или «Позвони мне рано утром» і, відповідно, ділановські «Idiot Wind» і «Meet Me in the Morning», або «Я люблю буги-вуги» та «I Love to Boogie»). У специфічному просторі питання про плагіат не вставало, а «сприйнятливість» Майка швидше виглядала способом освоєння чужої музично-поетичної традиції на російському ґрунті.
Багато пісень, написаних Михайлом Науменком, виконувалися іншими артистами. Серед них — «Аквариум», «Кино», «Чайф», «Секрет», «Крематорий», «Чиж&Co», «Алиса», «Ноль», «Собаки Качалова», «Наив», «Ва-Банкъ», «Кирпичи», «Ленінград», Земфіра, «Оазис Ю», Ольга Ареф'єва, Casual, «Заповідник» та багато інших.
Михайло Науменко залишив кілька перекладів книг про західну музику (досі не видані), зразків серйозної літератури, перш за все, дуже важливою для її світогляду притчі Річарда Баха «Ілюзії»«Иллюзии», а також наукової фантастики. Перекладений ним із сестрою Тетяною роман Еріка Френка Рассела «Найближчий родич» у 1993 році побачив світ у видавництві «Північно-Захід».

## Дискографія

### Сольні альбоми
- 1978 — «Все братья — сёстры» (спільно з Б. Г.)
- 1980 — «Сладкая N и другие»
- 1982 — LV

### Гурт «Зоопарк»
- 1981 — Blues de Moscou
- 1983 — Уездный город N
- 1984 — Белая полоса
- 1991 — Музыка для фильма
- 2000 — Иллюзии
- 2000 — W

### Концертні записи
- 1980 — Майк и Аквариум. 25 октября 1980. Москва
- 1984 — Концерт в кафе «Чайка», ноябрь 1984 года, Новосибирск (Майк та Юрій Наумов)
- 1985 — Жизнь в Зоопарке
- 1996 — Весна-лето (Майк и Цой)
- 1996 — 12—13 января 1985 года, Москва (Майк та Віктор Цой)
- 1997 — Квартирник (Майк и Рыженко)
- 1998 — Майк Науменко. Виктор Цой (Майк та Цой)
- 1998 — Исполнение разрешено (Майк, БГ та Цой)
- 2009 — Ленинград 1984 (Майк та Цой)

### Триб'ют-альбоми
- 1993 — «Песни Майка»
- 1998 — Парк МАЙКского периода («Трибьют. Зоопарк»)
- 2000 — «РеМайк» (триб'ют)
- 2001 — «Ром и Пепси-кола» (Пісні Майка Науменко виконує Дмитро Дібров та «Антропологія»)
- 2005 — «Трибьют Майку Науменко, 50 лет. Уездный город N 20 лет спустя»
- 2008 — «Грязные блюзы (Олександр Дьомін)
- 2016 — Песни простого человека

## Цікаві факти
- Пісня Майка «Уездный город N» (заголовок, взято з російської класики) підказала творцям ростовського ділового тижневика «Місто N» назву для цього видання[26].
- Фрагменти поезії Майка майже повністю складають діалоги та монологи у фільмі «Ескізи».

## Відображення в культурі
- Михайлу Науменко присвячений фото — та аудіоальбом (enhanced-CD) — Петров-Тверській «Профілі рок-н-ролу» © 2007
- Науменко є одним з головних героїв фільму Кирила Серебреннікова «Літо» (2018). У фільмі зіграв лідер групи «Звєрі» Роман Білик.